# Amartya Sen
Pour les articles homonymes, voir Sen.
Amartya Kumar Sen (bengali : অমর্ত্য কুমার সেন, prononcé /ˈɔmort:o kʊmaːr ˈʃen/), né le 3 novembre 1933 à Santiniketan (État du Bengale-Occidental en Inde), est un économiste et philosophe indien.
Ses travaux portent sur les théories du choix social et notamment sur le théorème d'impossibilité d'Arrow, qu'il propose de dépasser en prenant en compte d'autres conditions que l'utilité des individus, notamment la justice sociale et la redistribution. Débattant avec John Rawls, en écho à sa Théorie de la justice qui considère la justice comme équité dépendant de dotations initiales équitables en ressources, Sen met en avant ce qu'il appelle les « capabilités », c'est-à-dire les capacités réelles des personnes à convertir ces dotations en libertés réelles.
Appliquée à l'économie du bien-être et du développement, cette approche par les « capabilités » l'a amené à concevoir l'Indice de développement humain (IDH) en 1990, mesuré depuis chaque année par le Programme des Nations unies pour le développement.
Il enseigne notamment en Inde à l'université de Delhi (1963-1971), aux États-Unis à l'université Harvard (1987-1998) et en Angleterre à l'université de Cambridge, où il dirige le Trinity College (1998-2004).
Il reçoit le prix de la Banque de Suède en 1998, « pour ses contributions à l'économie du bien-être ».

## Biographie
Amartya Sen réside alternativement en Inde, dans le Massachusetts et à Cambridge.

### Formation
Amartya Sen est né en 1933 dans une famille hindoue sur le campus de Visva-Bharati à Santiniketan, au Bengale-Occidental, une ville dont l'université a été fondée par le poète Rabindranath Tagore. La région d'origine de sa famille se situe à Wari (district de Dacca) dans ce qui est aujourd'hui le Bangladesh.
Sen a intégré la St Gregory's School (en) à Dhaka en 1941. Sa famille a ensuite immigré en Inde au moment de la partition des Indes en 1947.
Sen a étudié à l'université Visva-Bharati, au Presidency College (Calcutta) et à la Delhi School of Economics (en) avant d'arriver à vingt ans au Trinity College de Cambridge. Il achève en une année sa thèse censée durer trois ans, et retourne deux années à Calcutta, à l'université récemment créée de Jadavpur, où il est chargé de mettre en place un département d'économie. Il obtient formellement son Bachelor of Arts (BA) avec mention en 1956 puis une thèse (Ph.D) en 1959 sous la direction de Joan Robinson. Sa scolarité au Trinity College sera marquée par ses nombreux échanges avec Pierro Sraffa et Maurice Dobb.
Pendant les premières années de son existence, il baigne dans un milieu universitaire, et s'intéresse aussi bien au sanskrit qu'aux mathématiques et à la physique. Vers 17 ans, il se tourne vers l'étude de l'économie. Pendant quatre ans, il étudie à l'université de Cambridge et à l'université Harvard la philosophie en particulier dans les domaines de l'éthique, de l'épistémologie et de la philosophie politique, thèmes qui donnent lieu à de nombreuses contributions de sa part.

### Carrière
Il a enseigné l'économie à l'université de Calcutta à 23 ans, à l'université de Jadavpur, à Delhi, à l'université d'Oxford, à la London School of Economics, à l'université de Caen, à l'université Harvard et a dirigé le Trinity College de l'université de Cambridge, entre 1998 et 2004. En janvier 2004, Sen est retourné à Harvard. Il a aussi contribué au Eva Colorni Trust de l'ancienne London Guildhall University.

### Famille
Le père de Sen est Ashutosh Sen, et sa mère Amita Sen qui sont nés à Manikganj, à Dacca. Son père enseigna la chimie à l'université de Dacca. La première femme de Sen fut Nabaneeta Dev Sen (en), une Indienne écrivaine et érudite, avec laquelle il a eu deux enfants : Antara (en) et Nandana Sen. Ils divorcèrent peu après leur arrivée à Londres en 1971. Sa seconde épouse fut Eva Colorni, avec qui il vécut après 1973. Elle mourut d’un cancer de l’estomac en 1985. Ils ont eu deux enfants : Indrani et Kabir. Son épouse actuelle est Emma Rothschild, une historienne de l’économie et experte d’Adam Smith et Fellow du King's College (Cambridge).
Sen éleva seul son plus jeune fils. Indrani est journaliste à New York, et Kabir enseigne la musique près de Boston et a un groupe de rock intitulé Uncle Trouble. Sa fille aînée Antara Dev Sen est une journaliste indienne reconnue qui, avec son mari Pratik Kanjilal, publie The Little Magazine. Nandana Sen est une actrice qui a tourné sur plusieurs continents, ainsi qu'une écrivaine qui s'adonne à plusieurs genres (poésie, essai, littérature pour la jeunesse).

## Œuvre et apports en économie et en philosophie

### Théorie du choix social

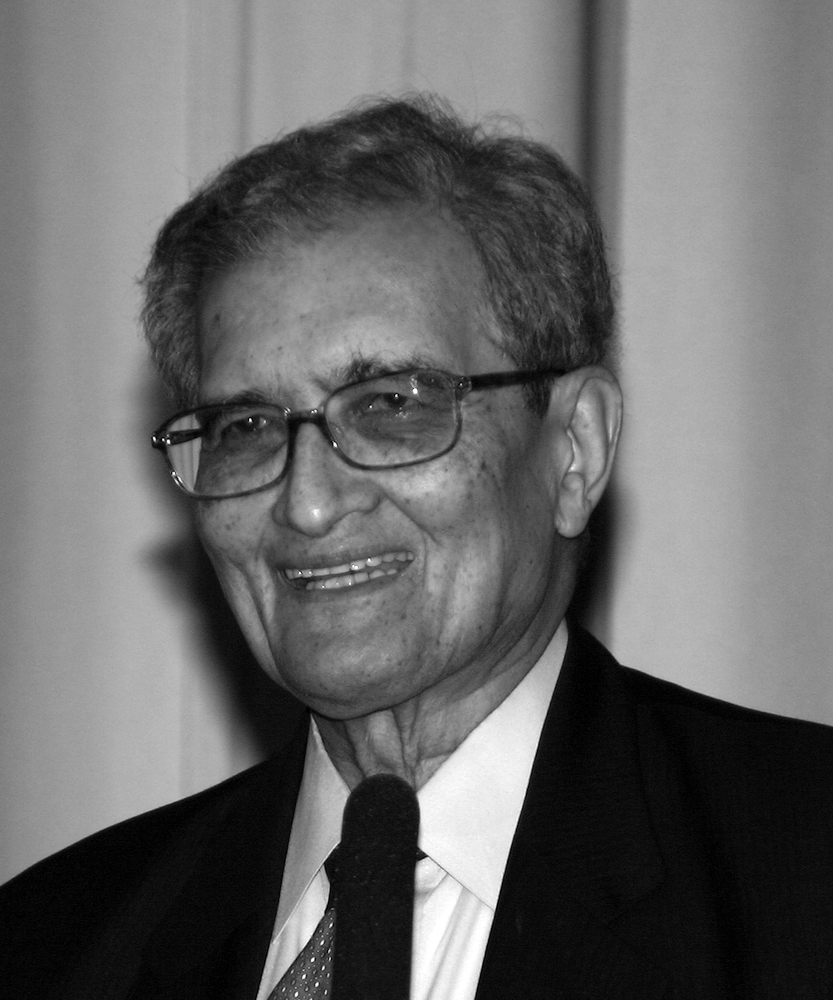
Amartya Sen en 2007.

Les travaux de Sen, qui ont marqué la fin des années 1960 et le début des années 1970, ont aidé à développer la théorie du choix social (social choice theory) qui fut abordée sous un angle mathématique par Borda et Nicolas de Condorcet en France, ou Lewis Carroll. Au XXe siècle, l'économiste américain Kenneth Arrow reprit ces travaux. Lorsqu'il travaillait dans les années 1950 à la RAND Corporation, Arrow prouva que tous les modes de vote basés sur les seuls classements des options possibles par chaque individu (la majorité absolue, la majorité qualifiée, etc.), sont inévitablement en conflit avec les normes de la démocratie. Sen montra dans quelles conditions le théorème d'impossibilité d'Arrow pouvait se résoudre et étendit la théorie de choix social à la question du bien-être social, grâce à ses intérêts pour l'histoire de la pensée économique et de la philosophie.

### Sources de la famine
En 1981, Sen publia Poverty and Famines: An Essay on Entitlement and Deprivation, un livre dans lequel il démontre que les famines ne sont pas seulement dues au manque de nourriture mais aussi aux inégalités provoquées par les mécanismes de distribution de la nourriture.
L'intérêt que porte Sen pour la famine lui vient de son expérience personnelle. À 9 ans, il fut témoin de la famine au Bengale de 1943 pendant laquelle moururent trois millions de personnes. Sen a conclu plus tard que ce désastre n'aurait pas eu lieu d'être. Il pense qu'il y a eu, à cette époque en Inde, un approvisionnement suffisant : la production était même plus élevée que pendant les années précédentes où il n'y avait pas eu de famines. Mais la cause de la famine de 1943 est le fait que la distribution de nourriture a été gênée parce que certaines catégories de la société (ici les travailleurs ruraux) avaient perdu leur emploi et donc leur capacité à acheter de la nourriture. Sen souligne donc un certain nombre de facteurs économiques et sociaux comme la chute des salaires, le chômage, la hausse des prix de la nourriture et la pauvreté des systèmes de distribution de la nourriture. Ces facteurs mènent à la famine dans certains groupes de la société.
Son approche de la « capabilité » souligne la liberté positive, c'est-à-dire la capacité d'une personne à être ou à faire quelque chose, à pouvoir choisir sa vie, plutôt que la liberté négative, notion plus commune en économie qui se concentre simplement sur l'absence d'interférence, selon la distinction proposée par Isaiah Berlin. Pendant la famine au Bengale, la liberté négative des travailleurs ruraux consistant à pouvoir acheter de la nourriture n'a pas été affectée. Cependant ils sont morts de faim car ils n'étaient pas « positivement » libres de faire n'importe quoi. Ils n'ont pas pu se nourrir : ils n'ont pas eu la capabilité d'échapper à la mort.

### Économie du bien-être et développement humain

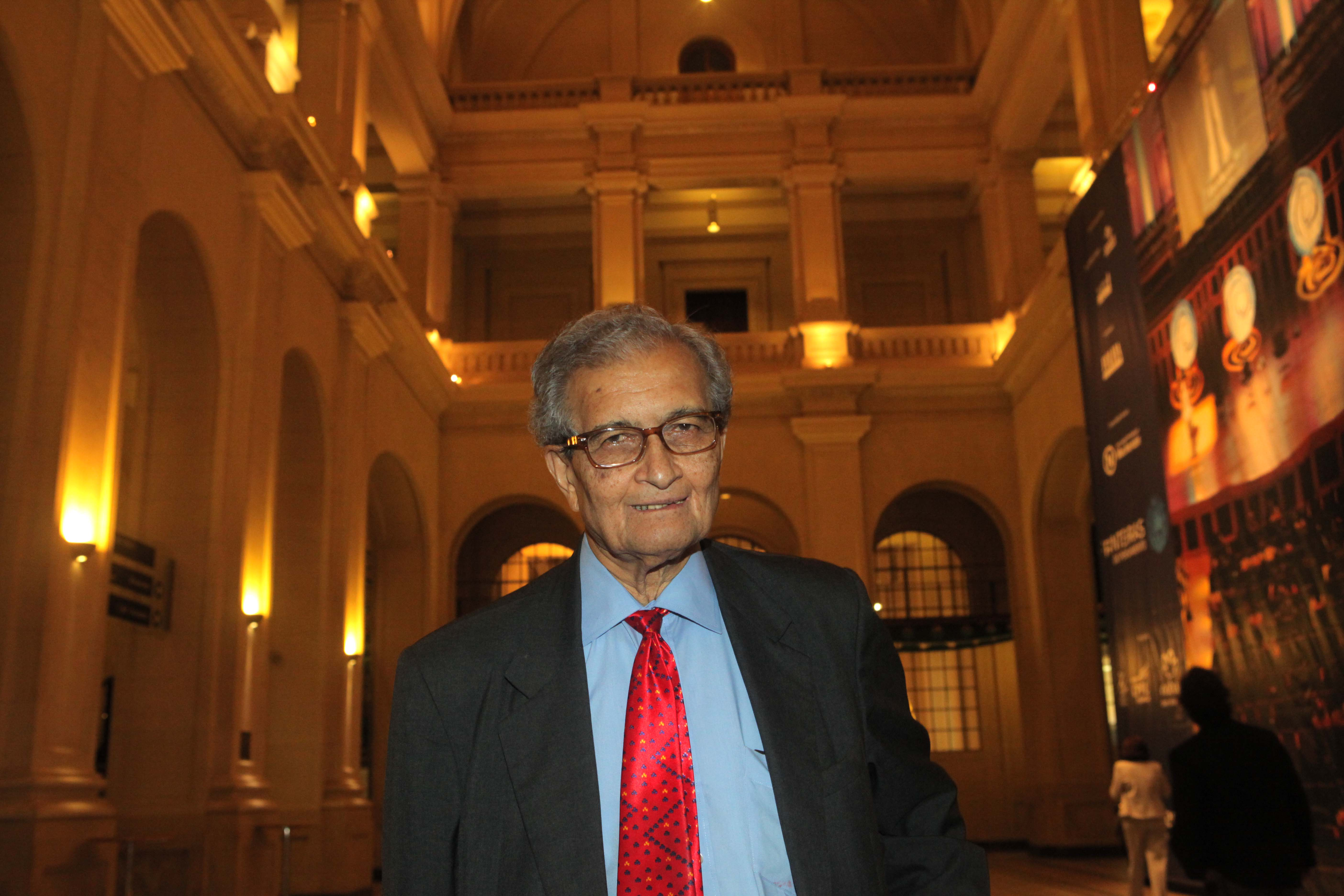
Amartya Sen à São Paulo en 2012.

La contribution centrale de Sen à l’économie du développement et aux indicateurs sociaux découle de son concept de « capabilités » ou « libertés substantielles » développé dans son article Equality of What. Il défend l’idée que les gouvernements devraient faire attention à la « capabilité » concrète des citoyens. Il cherche ainsi à ce que soit assurée non plus simplement l’égalité des moyens (les biens sociaux premiers de John Rawls), mais l’égalité des possibilités effectives d’accomplir des actes. Par exemple, il ne juge pas satisfaisant l'assurance du droit de vote (potentiel). Sen s'intéresse à la capacité effective des citoyens de voter, et pour cela ils doivent d'abord avoir accès à l’éducation (fonctionnements larges) ou pouvoir se déplacer jusqu’au bureau de vote (fonctionnements spécifiques).
Amartya Sen a écrit avec Mahbub ul Haq le premier Rapport sur le développement humain en 1990, publié par le Programme des Nations unies pour le développement, où ils mettent le développement humain au cœur du développement en général, et économique en particulier. Leur contribution se traduit par la création d'un Indice de développement humain (IDH), qui combine trois « capabilités » considérées comme essentielles : la santé (évaluée avec l'espérance de vie), l’éducation (taux de scolarisation et d’alphabétisation) et les ressources monétaires (revenu par habitant en parité de pouvoir d’achat).

### Sur l'inégalité des genres

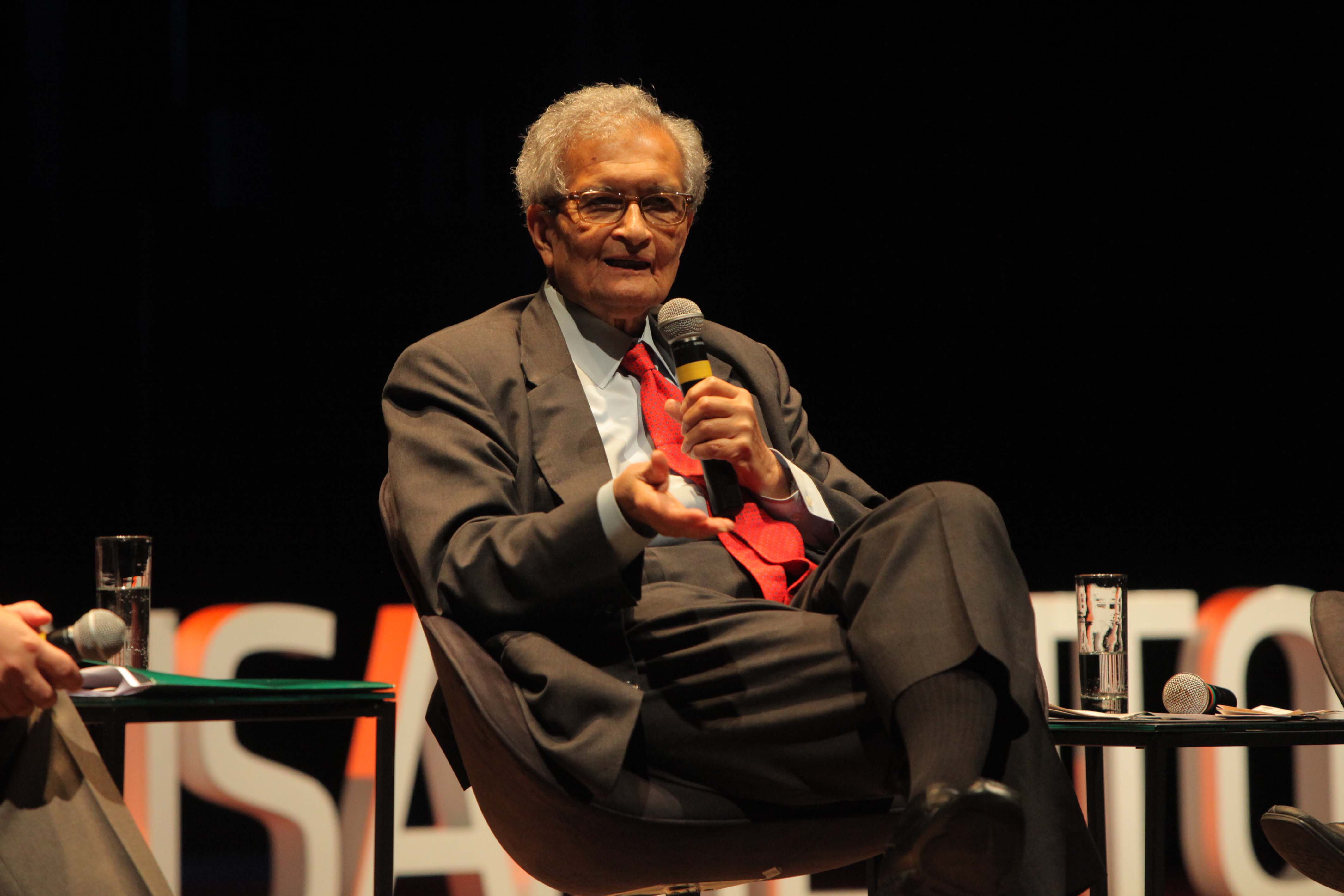
Amartya Sen à Porto Alegre en 2012.

Sen a aussi écrit un article dans le New York Review of Books intitulé More Than 100 Million Women Are Missing, analysant l’impact sur la mortalité de l'inégalité des droits entre les hommes et les femmes dans les pays en développement, particulièrement en Asie. Il y note une corrélation entre le taux de femmes travaillant hors du foyer et leur espérance de vie. Ces travaux ont généré par la suite de nombreuses études sur le déficit de femmes venant confirmer le phénomène, que ce soit au niveau mondial, ou local. Quelques chercheurs ont contesté ces chiffres, comme Emily Oster, qui attribue les écarts de sex-ratio à l'effet de l'hépatite B avant de se rétracter.
De plus, son travail théorique sur l'économie du bien-être (voir ci-dessus) a permis d’expliquer pourquoi il y a moins de femmes que d’hommes en Inde et en Chine alors que le contraire se produit en Occident ou dans les pays pauvres mais où les femmes ont les mêmes accès aux soins, ont des taux de mortalité moindre à tous les âges, vivent plus longtemps et représentent alors une courte majorité de la population. Sen a mis en avant l’idée que ce ratio résulte d’un meilleur traitement médical et des opportunités offerts aux garçons dans ces pays ainsi que l’avortement spécifique au sexe de l’enfant.

### Démocratie des autres
Ce penseur a également consacré un essai à la démocratie intitulé la Démocratie des autres, dans lequel il réfute le point de vue assimilant ce régime à un concept uniquement occidental qui serait inadapté aux autres civilisations. En effet, dans cet ouvrage, Amartya Sen démontre que ce postulat résulte d'une conception trop réductrice de la démocratie, résumant celle-ci à une forme de gouvernement organisant des élections libres et au pluralisme des partis.
Or, comme il l'explique, la démocratie doit être appréhendée plus globalement comme une culture de la délibération publique, qui n'est nullement exclusive à l'occident. Ainsi, l'économiste fait référence à de nombreux exemples au sein des civilisations asiatiques, arabes ou africaines, qui mettent en exergue le pluralisme des racines de la démocratie, et l'existence bien réelle du débat populaire dans la gestion de nombreux peuples à différentes échelles. En établissant ce constat, Amartya Sen fait un plaidoyer pour le système démocratique et estime que celui-ci a vocation à l'universalité, sachant qu'il représente à ses yeux une source incontournable de progrès social.

### Implication internationale
Amartya Sen compte également parmi les membres fondateurs du Collegium international éthique, politique et scientifique, association qui souhaite apporter des réponses intelligentes et appropriées qu'attendent les peuples du monde face aux nouveaux défis de notre temps.
En 2008, le président de la République française, Nicolas Sarkozy, lui confie une mission de réflexion sur le changement des instruments de mesure de la croissance française, conjointement avec Joseph E. Stiglitz.
Dans une tribune publiée dans Le Monde en avril 2017, il fait partie des 25 prix Nobel d'économie dénonçant le programme anti-européen de Marine Le Pen pour les élections présidentielles françaises.

## Distinctions

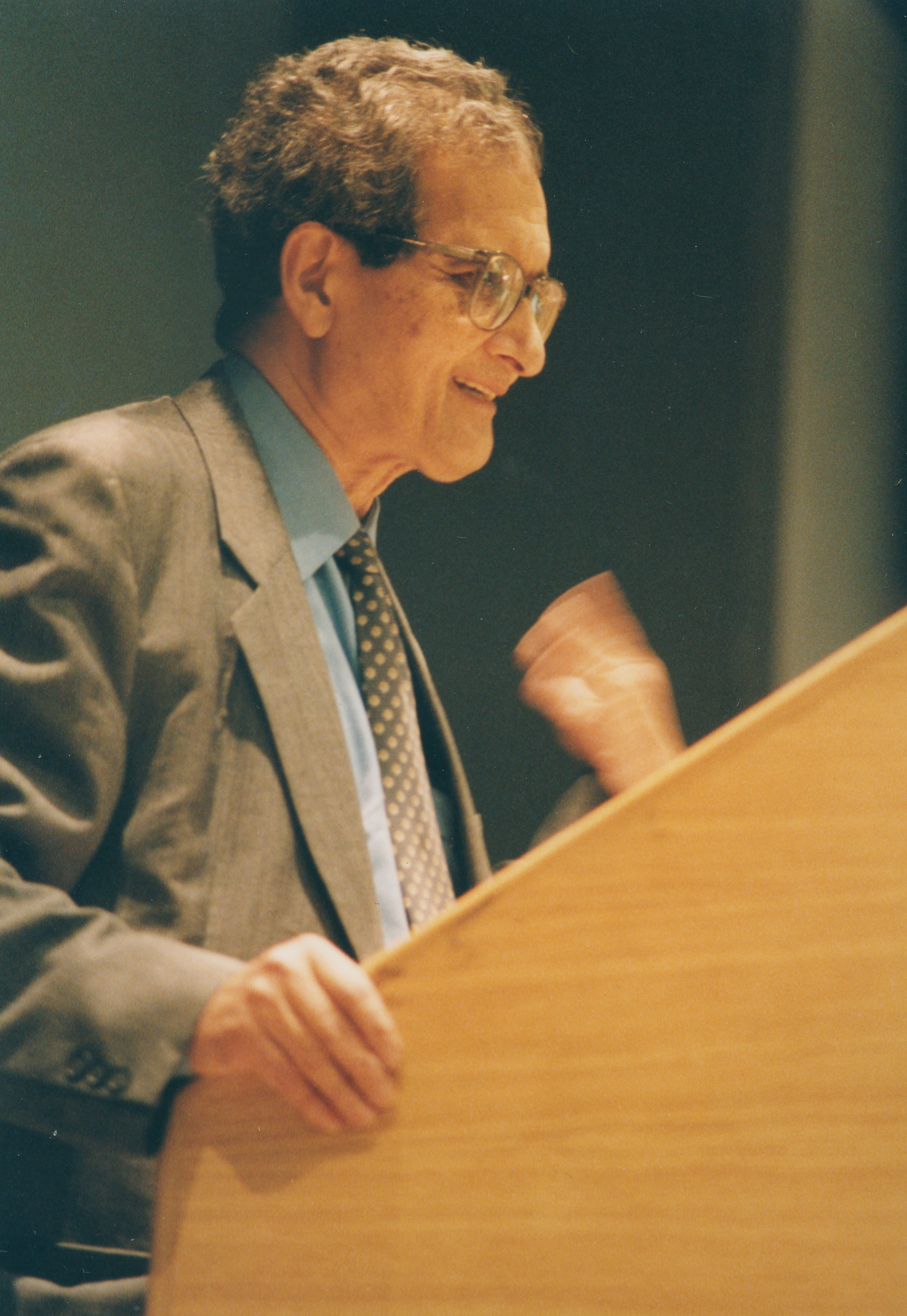
Amartya Sen avant la cérémonie de remise des Prix Nobel (Stockholm, décembre 1998).

### Docteurhonoris causa
Il est docteur honoris causa de nombreuses universités, parmi lesquelles :
- Université de Caen-Normandie (1987)[21]
- Université de Bologne (1988)[21]
- Université catholique de Louvain (1989)[21]
- Université de Valence (1994)[21]
- Université de Genève (1994)[21]
- Université d'Anvers (1995)[22]
- Université d'Édimbourg (1995)[21]
- Université d'Oxford (1996)[21]
- Université de Stockholm (1996)[21]
- Université Christian-Albrecht de Kiel (1997)[21]
- Université Columbia (1998)[21]
- Université Harvard (2000)[21]
- Université de Tōkyō (2002)[23]
- Université de Toronto (2004)[23]
- Université de Göttingen (2005)[21]
- Université de Pavie (2005)[21]
- Université Paris 1 Panthéon-Sorbonne (2007)[21],[24]
- Université complutense de Madrid (2008)[21]
- Université de Cambridge (2009)[21]
- Institut catholique de Paris (2012)[25]
- Université de Miami (2017)[26]
- Université Waseda (2018)[27]
- Université Paris-Nanterre (2020)[28]

### Récompenses

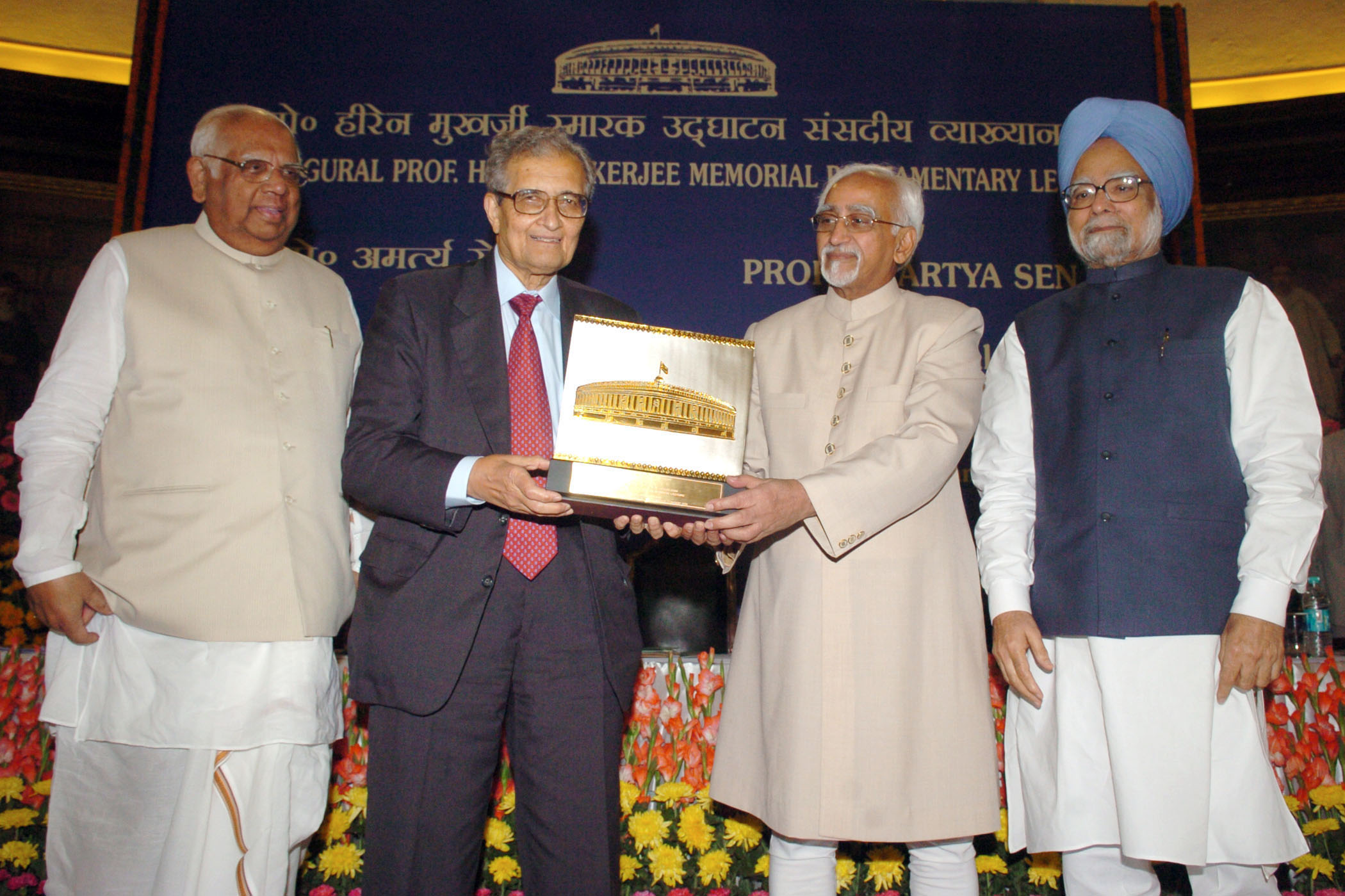
Amartya Sen avec le Vice-président de l'Inde Mohammad Hamid Ansari et le premier ministre indien Manmohan Singh (New Delhi, 11 août 2008).

- En 1997, il reçoit le prix international de Catalogne, Barcelone.
- En 1998, il reçoit le prix de la Banque de Suède en sciences économiques en mémoire d'Alfred Nobel (« prix Nobel d’économie ») pour son travail sur l’économie du bien-être.
- En 1999 il est fait citoyen d’honneur du Bangladesh par le Premier ministre Sheikh Hasina Wajed en reconnaissance pour son œuvre, étant donné que les origines de sa famille sont au Bangladesh.
- En 2000, il est lauréat du prix Leontief pour l'avancement des limites de la pensée économique.
- Médaille Eisenhower, États-Unis en 2000.
- Médaille du président de la République italienne en 2000[29].
- Prix européen du livre d'économie 2001 pour Un nouveau modèle économique (Éditions Odile Jacob).
- En 2002, il reçoit le prix humaniste international de l’Union internationale humaniste et laïque.
- En 2003, la chambre de commerce indienne lui donne le Lifetime Achievement Award.
- En 2007, il est lauréat du prix Maître-Eckhart.
- Médaille d'honneur du président de l'Inde en 2008.
- En 2021, il est lauréat du prix Princesse des Asturies en communications et humanités[30].

### Décorations
- Grand-croix de l'ordre national du Mérite scientifique ( Brésil, 2000)[21]
- Commandeur de la Légion d'honneur ( France, 2013)[31]
- Médaille Bharat Ratna ( Inde, 1999)[21]
- Grand-croix de l'ordre de l'Aigle aztèque ( Mexique, 2012)[21]
- Membre de l'ordre des compagnons d'honneur ( Royaume-Uni, 2000)[21]

## Publications
Sen a écrit de nombreux livres, mais aussi de nombreux articles. La liste suivante n'est pas exhaustive et les articles ne sont pas cités.
- Citoyen du monde : mémoires, Odile Jacob, 2022  (ISBN 9782415002718)
- L'Idée de justice, Flammarion, 2012  (ISBN 978-2081270695).
- L'Inde. Histoire, culture et identité, Odile Jacob, 2007  (ISBN 978-2738118721).
- Identité et violence, Odile Jacob, 2010  (ISBN 978-2738124647).
- Rationalité et liberté en économie, Odile Jacob, 2005  (ISBN 978-2738116680).
- La Démocratie des autres : pourquoi la liberté n'est pas une invention de l'Occident, Rivages poche, 2006  (ISBN 978-2743615772).
- L'économie est une science morale, La Découverte, 2004 (La Découverte/Poche)  (ISBN 978-2707142825).
- Un nouveau modèle économique. Développement, justice, liberté, Odile Jacob, 2003 (extraits)  (ISBN 978-2738112316).
- (en) Development as freedom, Oxford, Oxford University Press, 2001  (ISBN 978-0192893307).
- Repenser l'inégalité, Points, 2012, (Points Economie)  (ISBN 978-2757826256).
- Éthique et économie, PUF, 2012  (ISBN 978-2130608240).
- (en) On ethics and Economics, Oxford, Wiley-Blackwell, 1989  (ISBN 978-0631164012).
- (en) Commodities and Capabilities, OUP India, 1999  (ISBN 978-0195650389).
- (en) Poverty and Famines : An Essay on Entitlements and Deprivation, OUP Oxford, 1990  (ISBN 978-0198284635).
- (en) Choice, Welfare and Measurement, Harvard University Press, 1997  (ISBN 978-0674127784).
- (en) Food Economics and Entitlements, Helsinki, Wider Working Paper 1, 1986.
- (en) Stockholm memorandum (en)[32]